# Xã Nassau, Quận Sioux, Iowa
Xã Nassau (tiếng Anh: Nassau Township) là một xã thuộc quận Sioux, tiểu bang Iowa, Hoa Kỳ. Năm 2010, dân số của xã này là 2.058 người.